# Štýrsko
Štýrsko (německy Steiermark, slovinsky Štajerska) je spolková země na jihovýchodě Rakouska. Podle rozlohy je druhou největší rakouskou spolkovou zemí, její rozloha činí 16 388 km². Hraničí se Slovinskem a v rámci Rakouska sousedí se spolkovými zeměmi Horní Rakousko, Dolní Rakousko, Salcbursko, Burgenland a Korutany.
Dnešní spolková země Štýrsko zahrnuje asi 2/3 rozlohy původního Štýrska, jehož součástí bylo i tzv. Dolní Štýrsko, které náleželo od roku 1918 ke Království Srbů, Chorvatů a Slovinců (pozdější Jugoslávii), a dnes je součástí Slovinska. Rakouská spolková země Štýrsko je rovněž Slovinci nazývána „Horním Štýrskem“ (Obersteiermark). V Rakousku se pojem „Horní Štýrsko“ užívá pro území okolo města Bruck an der Mur na severu spolkové země. Štýrsko bylo i v letech 1261 až 1276 součástí "říše" českého krále a štýrského knížete Přemysla Otakara II. Hollywoodská hvězda a bývalý guvernér Kalifornie Arnold Schwarzenegger se narodil a vyrůstal ve Štýrsku, stejně jako laureátka Nobelovy ceny za literaturu za rok 2004 Elfriede Jelineková.

## Administrativní dělení
Štýrsko se člení na 12 okresů (Bezirke) a statutární město (Statutarstadt) Graz.

### Statutární město
- Štýrský Hradec (Graz)

### Okresy
- Bruck-Mürzzuschlag (vznikl k 1. lednu 2013 sloučením okresů Bruck an der Mur a Mürzzuschlag)
- Deutschlandsberg
- Štýrský Hradec-okolí (Graz-Umgebung)
- Hartberg-Fürstenfeld (vznikl k 1. lednu 2013 sloučením okresů Hartberg a Fürstenfeld)
- Leibnitz
- Leoben
- Liezen s politickou expoziturou
  - Gröbmingem
- Murau
- Murtal (vznikl k 1. lednu 2012 sloučením okresů Judenburg a Knittelfeld)
- Jihovýchodní Štýrsko (Südoststeiermark; vznikl k 1. lednu 2013 sloučením okresů Feldbach a Radkersburg)
- Voitsberg
- Weiz

## Obyvatelstvo
V roce 2015 byl počet obyvatel roven 1 221 014. Obyvatele Štýrska v češtině označuje obyvatelské jméno Štýřan; zatímco Štajerák je slangové označení plemene štýrského koně. Hlavním městem je Štýrský Hradec (Graz).
Deset největších měst Štýrska:
- Štýrský Hradec 273 838 obyvatel
- Leoben 24 680 obyvatel
- Kapfenberg 23 181 obyvatel
- Bruck an der Mur 15 803 obyvatel
- Knittelfeld 12 541
- Weiz 11 316
- Köflach 10 086
- Judenburg 10 072
- Voitsberg 9 439
- Mürzzuschlag 8 811

## Politika
Už od roku 1945 bylo Štýrsko tradiční baštou Rakouské lidové strany (ÖVP) a zemským hejtmanem byl většinou její člen.
Tuto tradici ukončily volby do 56členného zemského sněmu dne 2. října 2005. ÖVP dosavadní hejtmanky Waltraud Klasnicové dosáhla pouze 38,7 % hlasů a 24 křesel, a byla překonána Sociálnědemokratickou stranou Rakouska (SPÖ), vedenou stávajícím místohejtmanem Franzem Vovesem (41,7 % hlasů a 25 křesel). Všeobecným překvapením byl i volební úspěch Komunistické strany Rakouska (KPÖ), která se – zřejmě zásluhou úspěšné komunální politiky ve Štýrském Hradci – po více než 30 letech dokázala dostat do zemského sněmu (6,3 % hlasů a 4 křesla). Do zemského sněmu se dostali ještě Zelení (4,7 % hlasů a 3 křesla). Svobodní (FPÖ) 4,6 % oproti minulým volbám ztratili téměř 2/3 hlasů a neobhájili ani jedno ze sedmi křesel.